# Szeto Wah
Szeto Wah, cinese:  司徒華 (Hong Kong, 28 febbraio 1931 – Hong Kong, 2 gennaio 2011), è stato un politico e insegnante hongkonghese, importante attivista della democrazia di Hong Kong. È stato fondatore e presidente dell'Alleanza di Hong Kong a sostegno dei movimenti democratici patriottici della Cina, dell'Unione degli insegnanti di Hong Kong ed ex membro del Consiglio legislativo di Hong Kong dal 1985 al 1997 e dal 1997 al 2004. Szeto era anche noto per le sue capacità di calligrafia. A volte era affettuosamente conosciuto come "zio Wah" (叔) dalla popolazione locale.
Essendo una delle due icone del movimento democratico di Hong Kong al fianco di Martin Lee, Szeto ha svolto un ruolo fondamentale nel far emergere il settore pro-democrazia. Entrando in politica come sindacalista per insegnanti, Szeto fondò l'influente Unione degli insegnanti professionisti di Hong Kong e fu eletto per la prima volta nella legislatura coloniale attraverso la nuova circoscrizione "teaching" nel 1985. Lui e Martin Lee divennero i due pro-democratici nominati nel Comitato di redazione della Legge fondamentale di Hong Kong dal governo di Pechino nel 1985 fino a quando entrambi si dimisero sulla scia delle proteste di Tiananmen del 1989 che furono pesantemente represse da Pechino.
Szeto ebbe un ruolo significativo nel raccogliere il sostegno popolare dell'opinione pubblica di Hong Kong nel movimento democratico di Tiananmen e successivamente nell'operazione Yellowbird per salvare gli attivisti ricercati. L'Alleanza di Hong Kong, da lui fondata, è stata responsabile degli incontri annuali in ricordo delle proteste. Ha anche co-fondato i Democratici Uniti di Hong Kong per contestare le prime elezioni dirette del Consiglio legislativo che in seguito si sono trasformate nel Partito Democratico.
Szeto si ritirò dal Consiglio legislativo nel 2004 ma rimase la sua influenza nel campo della pandemocrazia. Nel 2010, ha guidato la fazione moderata per opporsi al movimento referendario delle cinque circoscrizioni a guida radicale e ha svolto un ruolo significativo nel ridisegnare le proposte del pacchetto di riforme elettorali nel negoziato dei democratici con le autorità di Pechino. È rimasto presidente dell'Alleanza di Hong Kong fino alla sua morte, avvenuta nel 2011 all'età di 79 anni.